# Tingüindín
Tingüindín är en ort i Mexiko.   Den ligger i kommunen Tingüindín och delstaten Michoacán de Ocampo, i den centrala delen av landet, 400 km väster om huvudstaden Mexico City. Tingüindín ligger 1 693 meter över havet och antalet invånare är 6 923.
Terrängen runt Tingüindín är kuperad. Runt Tingüindín är det ganska tätbefolkat, med 111 invånare per kvadratkilometer. Tingüindín är det största samhället i trakten. I omgivningarna runt Tingüindín växer huvudsakligen savannskog.